# Zahiraddin Ibrahimov
 (juillet 2025).
Zahireddin Ibragimov  est un militant des droits de l'homme et un opposant d'origine talysh,.

## Biographie
Après avoir terminé ses études secondaires, il est diplômé du Collège pédagogique de Lankaran, puis du département d'histoire de l'Université d'État d'Azerbaïdjan. Il a enseigné l'histoire dans le village de Shaglaser. Après la perestroïka de Gorbatchev, il s'est engagé dans des activités sociales et politiques.
En 1997, il s'installe en Russie, à Ekaterinbourg, et obtient la nationalité russe en 2002. En 2012, il est l'un des fondateurs du Centre culturel talych. Par la suite, il participe à plusieurs reprises à des conférences internationales talych organisées en Arménie. En 2007, Ibragimov renonce officiellement à sa nationalité azerbaïdjanaise.

## Extradition
Le président du comité pour la protection des droits des minorités ethniques, et partisan de l'autonomie du peuple talysh, Zahireddin Ibragimov, a disparu le 26 mars 2025 après avoir quitté son appartement à Ekaterinbourg.
Par la suite, les médias azerbaïdjanais ont rapporté que les services spéciaux du pays avaient mené une opération spéciale et qu'Ibragimov était dans une prison de Bakou sous enquête. Le Service de sécurité de l'État (SSS) d'Azerbaïdjan a porté toute une série d'accusations contre Ibrahimov, allant de la trahison à l'incitation à la haine ethnique et au séparatisme, en passant par l'atteinte à l'intégrité territoriale du pays[. Selon Zakharova, Ibragimov a conservé sa nationalité azerbaïdjanaise, mais a été déchu de sa nationalité russe pour les actes illégaux qu'il a commis.